# 佳格理
佳格理（義大利語：Ruggero Raffaele Cazzanelli，1881年12月4日—1960年11月8日），是天主教義大利籍主教及方濟會會士。曾任蘄州宗座代牧區宗座代牧。（1936年-1941年）

## 生平
佳格理出生於1881年12月4日，在意大利王國特倫托自治省布倫托尼科的城鎮科內。1897年8月1日，在他15歲時加入在特倫托聖維吉利奧會省的方濟會。1907年6月29日，佳格理25歲時晉鐸。同年赴中國湖北省傳教。
1930年4月30日，佳格理在48歲時獲時任教宗庇護十一世任命為新成立的黃州自治傳教區傳教區神長。1932年6月1日，自治傳教區升格為宗座監牧區，他亦同時獲改任為宗座監牧。
1936年1月27日，時任教宗庇護十一世將黃州宗座監牧區升格為宗座代牧區，並易名為蘄州宗座代牧區。同時，任命54歲的佳格理為蘄州宗座代牧，領銜金迪雷斯教區主教。同年5月10日，在義大利特倫托主教座堂由雷焦卡拉布里亞總教區總主教恩里科·蒙塔爾貝蒂主禮，阿西西教區主教朱塞佩·普拉西多·尼科利尼和西安宗座代牧萬九樓主教襄禮晉牧。
1941年7月31日，佳格理主教在59歲時榮休，但改任為蘄州宗座代牧區宗座署理。1946年4月11日，聖座在中國設立聖統制，蘄州宗座代牧區升格為蘄州教區。他繼續出任宗座署理，直至1948年9月26日才由邱先覺接任蘄州教區主教。
1949年10月1日，中國共產黨在中國大陸地區建立中華人民共和國，並開始針對天主教進行宗教迫害及打壓，教會已經無法正常功能。1951年，佳格理主教被捕及驅逐出境。
他任內曾分別襄禮祝聖在1946年西安總教區總主教萬九樓、1946年蘄州教區主教邱先覺和1951年蘇丹傑貝勒河宗座代牧區西克斯圖斯·馬佐爾迪主教。
1960年11月8日，佳格理主教在意大利去世，享年78歲。